# Bryan Colula
Bryan Colula Alarcón (Xalapa, 6 aprile 1996) è un calciatore messicano, difensore del Mazatlán.

## Carriera
Ha esordito in Liga MX il 24 agosto 2017 disputando con il Necaxa l'incontro pareggiato 1-1 contro il Cruz Azul.

## Statistiche

### Presenze e reti nei club
Statistiche aggiornate al 26 febbraio 2022.
| Stagione            | Squadra             | Campionato          | Campionato | Campionato | Coppe nazionali | Coppe nazionali | Coppe nazionali | Coppe continentali | Coppe continentali | Coppe continentali | Altre coppe | Altre coppe | Altre coppe | Totale | Totale |
| Stagione            | Squadra             | Comp                | Pres       | Reti       | Comp            | Pres            | Reti            | Comp               | Pres               | Reti               | Comp        | Pres        | Reti        | Pres   | Reti   |
| ------------------- | ------------------- | ------------------- | ---------- | ---------- | --------------- | --------------- | --------------- | ------------------ | ------------------ | ------------------ | ----------- | ----------- | ----------- | ------ | ------ |
| gen.-giu. 2016      | Venados             | AMX                 | 15         | 0          | CM              | 2               | 0               |                    | -                  | -                  |             | -           | -           | 17     | 0      |
| lug.-dic. 2016      | Venados             | AMX                 | 12         | 0          | CM              | 4               | 0               |                    | -                  | -                  |             | -           | -           | 16     | 0      |
| Totale Venados      | Totale Venados      | Totale Venados      | 27         | 0          |                 | 6               | 0               |                    | -                  | -                  |             | -           | -           | 33     | 0      |
| 2017-2018           | Necaxa              | LMX                 | 2          | 0          | CM              | 11              | 1               |                    | -                  | -                  |             | -           | -           | 13     | 1      |
| lug.-dic. 2018      | Oaxaca              | AMX                 | 0          | 0          | CM              | 2               | 0               |                    | -                  | -                  |             | -           | -           | 2      | 0      |
| gen.-giu. 2019      | Venados             | AMX                 | 12         | 0          | CM              | 0               | 0               |                    | -                  | -                  |             | -           | -           | 12     | 0      |
| lug.-dic. 2019      | Zacatepec           | AMX                 | 18         | 3          | CM              | 0               | 0               |                    | -                  | -                  |             | -           | -           | 18     | 3      |
| gen.-giu. 2020      | Club Tijuana        | LMX                 | 0          | 0          | CM              | 3               | 1               |                    | -                  | -                  |             | -           | -           | 3      | 1      |
| lug.-dic. 2020      | Club Tijuana        | LMX                 | 2          | 0          |                 | -               | -               |                    | -                  | -                  |             | -           | -           | 2      | 0      |
| Totale Club Tijuana | Totale Club Tijuana | Totale Club Tijuana | 2          | 0          |                 | 3               | 1               |                    | -                  | -                  |             | -           | -           | 5      | 1      |
| gen.-giu. 2021      | América             | LMX                 | 2          | 0          |                 | -               | -               | CCL                | 1                  | 0                  |             | -           | -           | 3      | 0      |
| 2021-2022           | Mazatlán            | LMX                 | 20         | 2          |                 | -               | -               |                    | -                  | -                  |             | -           | -           | 20     | 2      |
| Totale carriera     | Totale carriera     | Totale carriera     | 83         | 5          |                 | 22              | 2               |                    | 1                  | 0                  |             | -           | -           | 106    | 7      |